# ママジェネ
ママジェネ(mamagene)は、『家庭』と『自分』を両立させ、生き生きと輝いているママたちのリアルに繋がるネットワークのこと。｢New mama generation｣(新ママ世代)の略。
拠点は関東地方だが、近畿地方など地方にも所属サークルがあり、メンバーと活動は日本全国に渡っている。

## 組織構成

### 代表＆スタッフ

#### ママジェネ代表
- 竹澤瑞穂

#### ママジェネ副代表
- 滝口沙紀
- 藤城知穂

#### ママジェネ幹部
- 上田恵理子
- 乗田美奈
- 金子彩

#### 一期スタッフ
- 森由香梨
- 上原英里子
- 杉原久美子
- 角田由美
- 下田美晴

#### 第二期スタッフ
- 川邊安里
- 藤原愛
- 染谷真美
- 山崎真実
- 石井早紀

### 運営団体
- 株式会社日本人材総合研究所内ママジェネプロジェクト

ほか、全国各地にいるメンバーと合わせてママジェネ（mamagene）は構成される。

## 目的
主旨に賛同したママたちの全国的なネットワークを構築し、それをサポートする人、企業、行政をつなぎ、新たな市場や職場を創出し、子供たちが未来に希望がもてる社会づくりを目指すこと。

## 活動理念
- 結婚や出産に関わらず、それぞれのライフスタイルに合わせて安心して仕事ができる。
- 母親がひとりの人間として｢自分の時間｣｢自分らしさ｣｢夢と希望｣を大切にしながら楽しく子育てができる。
- 年を重ねるごとに内面、外面を磨き、美しく輝いている女性でいる。
- 少子化等の深刻な社会問題を予防、改善し積極的に社会貢献する。

## 主な活動
- コミュニティーサイトの運営
- イベント企画、実施運営
- マーケティング、商品開発、販売
- サークル運営
- 啓蒙、プロモーション活動
- 雇用促進
- 社会参加

## 特徴
リアルに繋がるネットワークをつくるため、説明会に参加して主旨に賛同してくれた方のみメンバー承認を行っている。
それにより、安心して宣伝や紹介ができるため、自分のやりたいことや特技を生かし楽しみながら活躍の場を広げていくことができる。

## 活動実績
- がんばっぺ「チャリティミュージックマラソン」出演・協力　[1]
- 雑誌「Saita」2012年3月号 スナップ特集掲載　[2]
- 雑誌「Saita」2011年10月号に掲載　[2]
- 「ママコレクション2011 in VenusFort」出演　[3]
- チーミー出演ライブ　[4]
- T-ARA「Bo Peep Bo Peep」CM SPOT出演　[5]
- mamagene×クリスタルボール　マザーズバック(BABY REOPARD) 制作 [6]
- 書籍「子どもたちを守るための いちばんわかりやすい 放射線対策の本」[7]
- mamagene×マイクロダイエット「産後ママダイエットプロジェクト」[8]